# 詩董橡膠
詩董橡膠大眾有限公司，簡稱大眾橡膠（英語：Sri Trang Agro-Industry Public Company Limited，SGX：NC2），在1987年由Somwang Sincharoenkul和Viyavood Sincharoenkul創立。
現時主要業務生產及經營涉及整个天然胶供应链的综合业者。總部位於10 Soi 10 Phetkasem Road Hatyai, Songkhla 90110 Thailand。股份在1991年8月22日於泰國證券交易所上市，之後在2011年1月31日在新加坡交易所主板上市，招股價為1.6坡元，發售股份為280,000,000股，集資額為448,000,000坡元。

## 連結
- SriTrangGroup.com （页面存档备份，存于）